# 커트 풀러
커트 풀러(Kurt Fuller, 1953년 9월 16일 ~ )는 미국의 배우이다.

## 영화
- 런닝맨 (1987년 영화)
- 레드 히트
- 죽느냐 사느냐
- 고스트버스터즈 2
- 허영의 불꽃
- 이브의 파괴
- 웨인즈 월드
- 해결사 스튜어트
- 더 팬 (영화)
- 에어 콘트롤
- 무서운 영화
- 성질 죽이기
- 레이 (영화)
- 돈 컴 노킹
- 행복을 찾아서
- 슈퍼히어로 (2008년 영화)
- 미드나잇 인 파리 - 존 역
- 프로즌 그라운드
- 엑시덴탈 러브

## 텔레비전
- 전격 Z작전
- L.A. 로
- 닥터 슬론
- 바이러스 (1995년 영화)
- 제시카의 추리극장
- 시카고 메디컬
- 더 프랙티스
- 앨리 맥빌
- 말콤네 좀 말려줘
- 보스턴 퍼블릭
- 웨스트 윙 (드라마)
- 펠리시티 (드라마)
- 가디언 (드라마)
- 저징 에이미
- 탐정 몽크
- 앨리어스 (드라마)
- 라스베가스 (드라마)
- 하우스 (드라마)
- 참드
- 예스, 디어
- 보스턴 리걸
- 위기의 주부들
- 아바타: 아앙의 전설
- 스튜디오 60
- 더 배트맨 (애니메이션)
- 마이 네임 이즈 얼
- CSI: 과학수사대
- 어글리 베티
- 그레이 아나토미
- 글리 (드라마)
- 수퍼내추럴
- 사이크
- 체인지 디바
- 굿 와이프
- 페어런트 후드
- 스캔들 (2012년 드라마)
- 크레이지 원스
- 핫 인 클리블랜드
- 본즈 (드라마)
- 로스우드 (드라마)
- 불 (드라마)
- 아메리칸 대드!
- 이블 (드라마)

## 비디오 게임
- L.A. 누아르